# Breno (Włochy)
Breno – miejscowość i gmina we Włoszech, w regionie Lombardia, w prowincji Brescia.
Według danych na rok 2004 gminę zamieszkiwało 4957 osób, 85,5 os./km².